# Ipomoea indica
Ipomoea indica ist eine Pflanzenart aus der Gattung der Prunkwinden (Ipomoea) aus der Familie der Windengewächse (Convolvulaceae). Die Art ist weltweit verbreitet.

## Beschreibung
Ipomoea indica ist eine windende, gelegentlich niederliegende, krautige Pflanze, die an den axialen Teilen mehr oder weniger dicht mit rückwärts gerichteten Trichomen filzig behaart ist. Die Stängel können 3 bis 6 cm lang werden und wurzeln manchmal an den Knoten. Die Laubblätter sind mit 2 bis 18 cm langen Blattstielen gestielt. Die Blattspreite ist eiförmig oder rund, 5 bis 15 cm lang und 3,5 bis 14 cm breit. Die Unterseite ist dicht mit kurzen, weichen Trichomen behaart, die Oberseite ist mehr oder weniger spärlich behaart. Die Basis ist herzförmig, der Blattrand ist ganzrandig oder dreilappig, die Spitze ist zugespitzt oder abrupt zugespitzt.
Die Blütenstände sind dichte, doldenförmige Zymen aus einigen Blüten. Die Blütenstandsstiele sind 4 bis 20 cm lang. Die Tragblätter sind linealisch oder manchmal lanzettlich. Die Blütenstiele sind 2 bis 5 (selten bis 8 mm) lang. Die Kelchblätter sind nahezu gleichgestaltig, 1,4 bis 2,2 cm lang und langsam linealisch zugespitzt. Sie sind unbehaart bis anliegend filzig, die äußeren drei Kelchblätter sind lanzettlich bis breit lanzettlich, die inneren zwei sind schmal lanzettlich. Die Krone ist trichterförmig, 5 bis 8 cm lang, unbehaart, leuchtend blau oder bläulich purpur, im Alter werden sie rötlich purpur oder rot. Das Zentrum der Krone ist etwas blasser. Die Staubblätter und der Stempel stehen nicht über die Krone hinaus. Der Fruchtknoten ist unbehaart. Die Narbe ist dreilappig.
Die Früchte sind mehr oder weniger kugelförmige Kapseln mit einem Durchmesser von 1 bis 1,3 cm. Die Samen sind etwa 5 mm groß.

## Verbreitung
Die Art ist ursprünglich im tropischen Amerika beheimatet, kommt aber in den Tropen weltweit als kultivierte und verwilderte Pflanze vor.